# 李戡
李戡（1992年8月3日—），作家，生於中華民國台北市。李敖和第二任夫人王志慧所生的長子。著有作品《李戡戡乱记》等。

## 生平
李戡在1992年出生於台北，1991年適逢動員戡亂臨時條款廢除，因此母親王小屯以「戡」字作為其名。就读台北市私立復興小學，2010年毕业于台湾師大附中。
2010年6月，李戡在大學學科能力測驗（學測）中以67級分的的成绩考上台湾大学地质科学系。同時，因為中國大陸教育部採取新政策，開放達到台灣學測頂標的台灣學生可以申請入學中國大陆的大學。李戡以台灣學測成績，申请北京大学，通过口试後，被北京大学经济系录取，是北大首批因新政策錄取的台灣學生之一。
2011年4月，李敖在新書發表會上度過七十六歲生日，人在北大念書的兒子李戡透過電話連線賀壽時，不忘批評台灣承認大陸大學學歷「是一場騙局」。他表示自己因無法辦兵役緩徵，竟變成「通緝犯」不能返台祝壽。
2014年，李戡於北京大學經濟學專業畢業，沒有返回台灣，至美國就讀華盛頓大學國際關係碩士班。後來赴英國就讀劍橋大學聖嘉芙蓮學院亞洲及中東研究學院中國研究博士班。2021年3月完成口試。
2020年李戡数度在新浪微博发表質疑和諷刺國台辦在选举前做法的言论，1月11日，2020年中華民國總統選舉結束，蔡英文大勝，李戡再度表示果然大陆根本搞不清楚台湾民心，隨後其新浪微博帳號与今日头条帳号遭到封禁，账号主页提示“该帳号因被投诉违反法律法规和《微博社区公约》的相关规定，现已无法查看”。
2022年4月1日，宣布參選台北市大安文山區議員，但後來本人說明其需要服替代役遂無法參選議員，至于说參選一事，實際上為愚人節的玩笑。

## 言论
- 李戡在接受《京华时报》采访回答关于记者提出的关于台湾教育的问题时说[9]：

| “ | 国文课不好好学习文言文，不介绍大陆和外国那些大气的好作品，老是学台湾的三流文学。数学教得越来越简单，我还特地买过大陆的教材对比，台湾简单得不像话。历史更加是这样，受台独思想的影响，史观混乱，脱离中国史，只讲台湾史。 | ” |

- 在《李戡戡乱记》的自序中，他说[10]：

| “ | 过去国民党教出部分头脑不清的中国人，现在民进党培养出一群仇视中国的“外国人”。 | ” |

- 《环球时报》：你的中华情结从何而来？来大陆后有变化吗？

 
李戡：
| “ | 从小父亲就教育我们是中国人，在台湾像我们家这样的人确实不多。我们每个人都不应该因为一些身边的不如意而影响自己对国家的热爱，这个国家肯定有很多问题，但我们应该做的是去改进它，而不是整天去谩骂和抱怨。 | ” |

- 《环球时报》：你会在微博上看“公知”们吵架吗？

 
李戡：
| “ | 我对微博上的骂战都不感兴趣，也不去谈论一些公共话题。我很看不起少部分“公知”，他们动不动就讲什么“中国在台湾”，这种话讲得很没意思，实际上他们根本不懂台湾，他们以为台湾人素质好是因为保存了中国传统文化，其实那是日本殖民统治的影响。他们以为台湾政治有多好，但你去台湾民间问一问，没多少人这样认为。 民进党更没资格来大陆说教，他们想塑造一种形象——我们是国民党的反对派，是我们把台湾弄成现在的自由民主，所以我们来教你们大陆。其实这种行为挺不要脸的，他们在台湾严重打压那种统一的意见，一说“统一”就恨不得群起而攻之，他们根本没有资格谈论言论自由。他们来大陆这边说教，大陆“公知”就捧他们，其实这两批人头脑都不好，根本没有理性思考。我都是用一种看笑话的心态看他们。 | ” |

### 北大申请
李戡在给北大的入学申请书中提到他的祖父、大姑李民、二姑、大姑丈都曾是北大的毕业生，并且他的父亲李敖也一直怀有念北大的心願：
| “ | 我的父亲李敖困于台湾六十年，以未念北大为憾，我愿意能超越这六十年的海峡，衔接这一心願。 | ” |

### 對韩寒的看法
李戡在接受《南都周刊》采访时说：
| “ | 韩寒算老几啊？他连大学都考不上，连大学都没有念过，这种没念过什么书的人，我估计他也没读过什么经史子集，是只会玩赛车的人。最近很多媒体问我对他怎么看，我都回答烦了。 | ” |

這番話引发轩然大波。李戡先是否认自己说过这句话，后在当事记者出示录音证据后，改口称为媒体斷章取義，故意抓住他的一句话炒作。
李戡起初否認自己曾說「韓寒算老幾」，但《南都周刊》公開表示有採訪錄音可供查證。一時間，指責李戡「不誠實」的言論四起。李戡的說辭隨之改變：「我當然可以說我沒講，我確實在訪談中沒講，因為我完全不知道是訪談。我被同樣問題問煩了，想趕快結束，才隨便敷衍幾句。週刊把我表示不耐（煩）的話，擅自當作訪談內容，我當然可說是記者編的，因為我要是知道是採訪，就好好回答了……她假借『聊天』之名，問一堆早被問爛的問題，又妄加解釋，才變成現在這樣。」 
而韓寒則到李戡的微博上回帖：「不管什麼場合，說了便說了，我完全無所（謂）。只是我覺得一個真誠的文人，不該台上台下兩套評價標準，也不該耍小聰明，搬弄文字威脅記者……願你在大陸一切順利。」 
李戡隨後回覆：「謝謝，我希望你能好好了解一個月來各種新聞報道（報導）是怎麼回事，就知道我對這篇報道這麼憤怒的原因。從來沒有所謂的威嚇記者，我也沒有兩套標準，就是以深圳衛視那次（訪談）為準。你看我那篇博文（網誌），就知道我為了澄清所做的努力，包括對你的看法。我是來唸書的，不是要找對手搞對立（的），更不會用這種方式炒作。」 
之後李戡送自己寫的新書《李戡戡亂記》給韓寒，可能打算鳴金收兵，息事寧人。沒想到韓寒公開消遣李戡：「書收到了，也看了，覺得內容與書名很吻合嘛，只是這個李戡戡是誰啊？」（雙關語，《李戡戡亂記》）
在接受其它记者采访时，李戡澄清此事，说之前的事情都是媒体炒作出来的，他对韩寒并没有个人成见，并且“这件事我不想再说了，算是倒霉，被某些媒体害了。”

### 看中國統一
2021年3月16日，李戡的專訪選在BBC中文網刊出，日前李戡在台灣政論節目上的發言傳開後，大陸媒體稱他「忘恩負義」、「配合綠媒抹黑大陸」。還有一些微博網民質疑：「李敖之子變『獨』了？」。對此他解釋，他仍會繼續做堅定的統一份子。其中他對於中國統一的看法中，他提到自身父親的著作無法公開出版的經歷，使得統派團體，台灣的泛藍，包括大陸人，他們全部啞口無言，他表示這樣如何說服台灣人，更批評是共產黨的誤判，導致蔡英文高票當選。
| “ | 我覺得我的轉變在於，我認清了理想跟現實是有差距的。我並沒有背棄這個理想，我的改變在於看清了很多時候追求理想，現實中碰到了很多阻力是沒辦法改變的。 | ” |

他也提到中國官方在海外政治動員能力的薄弱，「那套官僚主義到了國外更是觸目驚心。比如中國學聯，2019年底他們組織中國大陸學生上街遊行，和香港人組織的遊行互別苗頭，但劍橋的中國學生根本不想參加，所以就從其他地方動員人來湊場面，非常難看。」他表示這種打腫臉充胖子的案例，他在海外期間看到的更是多不勝數，還有很多大使館出錢辦的座談會。實力與英美無法類比。最後稱，「我希望中國可以真的強大，它的強大不是靠著錢去收買人心來的，而是大家會真正發自內心地尊重、喜歡這麼一個國家。」

## 著作
- 《李戡戡亂記》（台北：李敖出版社，2010）ISBN  9789575101312
- 《國民黨員毛澤東》（台北：李敖出版社，2014）ISBN 9789575101398
- 《向忠發與中國共產革命》（香港：香港城市大學出版社，2019）ISBN 9789629373740
- 《蔣介石日記的濫用：楊天石的抄襲、模仿與治學謬誤》（台北：暖暖書屋，2021）ISBN 9789869980838

### 评价
文化評論家叶匡政认为李戡的《李戡戡乱记》从一个学生的视角来探究台湾教科书中荒谬内容的想法很有价值，并希望他在中国大陆能继续保持这种“质疑”的精神。

## 外部連結
- 李戡的Facebook專頁
- 李戡的新浪微博（已注銷）[]
- 李敖和李戡二人的網誌：李敖李戡，雙雙落網（简体中文）